# 2012년 하계 올림픽 수영 여자 개인혼영 200m
2012년 하계 올림픽 수영 여자 개인혼영 200m 경기는 2012년 7월 30-31일에 걸쳐 영국 런던 아쿠아틱스 센터에서 열렸다.